# Heinrich von Stephan
Pour les articles homonymes, voir Stephan.
 (décembre 2018).
Si vous disposez d'ouvrages ou d'articles de référence ou si vous connaissez des sites web de qualité traitant du thème abordé ici, merci de compléter l'article en donnant les références utiles à sa vérifiabilité et en les liant à la section « Notes et références ».

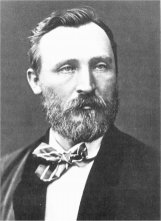
Heinrich von Stephan.

Heinrich von Stephan, né à Stolp le 7 janvier 1831 et mort à Berlin le 8 avril 1897, a réorganisé le système postal allemand lorsqu'il a été son directeur. Il a été le fondateur de l'Union postale universelle en 1874. Il est le premier secrétaire d'État aux Postes.

## Carrière
Heinrich von Stephan, né Heinrich Stephan, a commencé sa carrière comme simple postier. En 1866, il est chargé par le gouvernement prussien de nationaliser le service postal appartenant à la famille Thurn und Taxis. En 1870, il est nommé directeur du service postal de la Confédération de l'Allemagne du Nord (dirigée par la Prusse).
Dès lors, il gravit rapidement les échelons pour devenir le directeur général des postes du Reich en 1876, puis sous-secrétaire d'État chargé de la poste en 1880 et enfin ministre d'État du Reich en 1895.
Il a introduit la carte postale (qu'il avait initialement proposée en 1865), après que le chancelier Otto von Bismarck l'a promu en 1870. La carte postale (non illustrée) a été largement utilisée lors de la guerre franco-prussienne de 1870, comme méthode de communication entre les unités combattantes sur le champ de bataille.
Il est également connu pour avoir introduit les premières lignes téléphoniques en Allemagne en 1877.
Il meurt le 8 avril 1897 à Berlin, en laissant derrière lui un héritage qui a permis de standardiser le service postal mondial.

## Standardisation et internationalisation du système postal
Quand il a commencé à travailler dans la poste, l'Allemagne était divisée en 17 districts postaux, chacun avait un fonctionnement et une politique tarifaire différente. Il a dès le début travaillé pour établir un fonctionnement commun à travers toute l'Allemagne pour faciliter le voyage du courrier dans le pays.
Une fois ce but atteint, il a voulu étendre cette standardisation au monde entier de façon à faciliter le voyage du courrier. C'est dans cette optique qu'il a organisé la Conférence internationale de la poste à Berne, la capitale de la Suisse, en 1874. Cette conférence a abouti à la création de l'Union générale des postes, qui deviendra quelques années plus tard l'Union postale universelle.

## Hommage
En Allemagne, de 1936 à la Seconde Guerre mondiale, la Journée du timbre avait lieu le dimanche suivant l'anniversaire de la naissance d'Heinrich von Stephan. Après 1948, elle a lieu le dernier dimanche d'octobre.